# Mory Gbane
Roman Mory Diaman Gbane (* 25. Dezember 2000 in Toumodi) ist ein ivorischer Fußballspieler.

## Karriere
Gbane begann seine Karriere bei Stade d’Abidjan. Zur Saison 2019/20 wechselte er nach Kroatien zum Zweitligisten NK BSK Bijelo Brdo. In seiner ersten Saison kam er bis zum COVID-bedingten Saisonabbruch zu acht Einsätzen in der 2. HNL. In der Saison 2020/21 spielte er 29 Mal in der zweiten Liga, in der Spielzeit 2021/22 23 Mal.
Zur Saison 2022/23 wurde Gbane nach Russland an den Erstligisten FK Chimki verliehen. Im Juli 2022 gab er gegen Zenit St. Petersburg sein Debüt in der Premjer-Liga. Während der Leihe kam er zu 22 Einsätzen für Chimki in der Premjer-Liga, aus der er mit dem Team zu Saisonende aber abstieg. Anschließend wurde Gbane von den Russen fest verpflichtet.
Im Juli 2023 wechselte Gbane leihweise nach Portugal zum Erstligisten Gil Vicente FC. Dort absolvierte er 29 Ligaspiele und überzeugte die Vereinsverantwortlichen, sodass der Klub die im Leihvertrag verankerte Kaufoption zog. Zu Beginn der folgenden Spielzeit kam er erneut regelmäßig zum Einsatz und absolvierte 18 Ligaspiele. Im Februar 2025 wechselte er schließlich für eine Ablösesumme von fünf Millionen Euro in die französische Ligue 1 zu Stade Reims.